# Metro v Lisabonu
Metro v Lisabonu (portugalsky Metropolitano de Lisboa) je síť metra v hlavním městě Portugalska, Lisabonu. Síť má 4 linky a první úsek metra byl otevřen v roce 1959. K roku 2023 má síť délku 44,5 km a obsluhuje celkem 56 stanic. V roce 2020 přepravilo 85,6 milionu cestujících, v roce 2019 to bylo ale 173 milionu cestujících. V roce 2023 přepravilo bezmála 166 milionů pasažérů.

## Linky metra
V síti jsou provozovány čtyři linky, které jsou v portugalštině nazvány podle barev a kromě toho mají i svůj symbol:
- Modrá (Azul) – Racek (Gaviota)
- Žlutá (Amarela) – Girassol (Slunečnice)
- Zelená (Verde) – Karavela (Caravela)
- Červená (Vermelha) – Kompas/Orient/Východ (Oriente)

## Fotogalerie

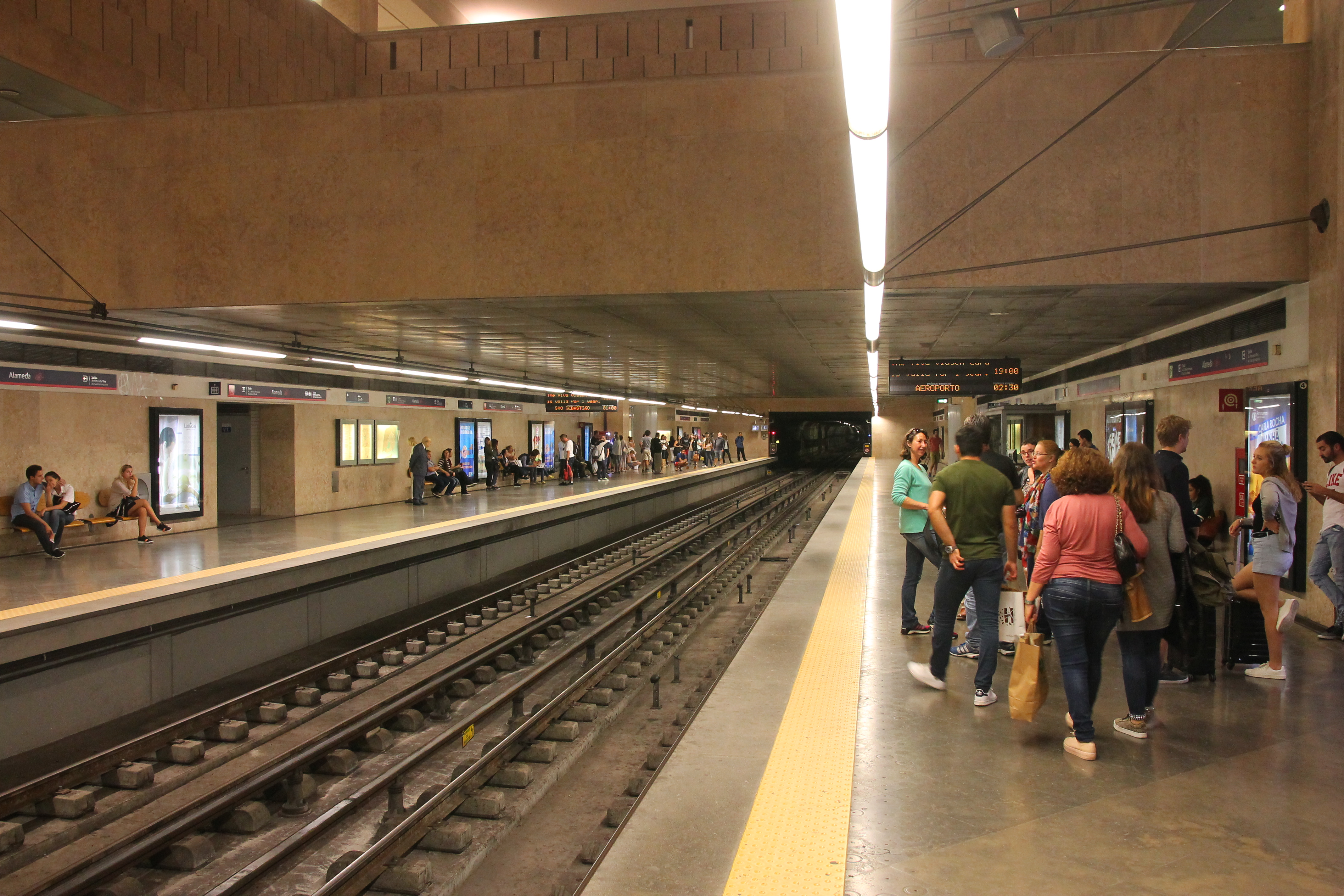
Stanice Alameda
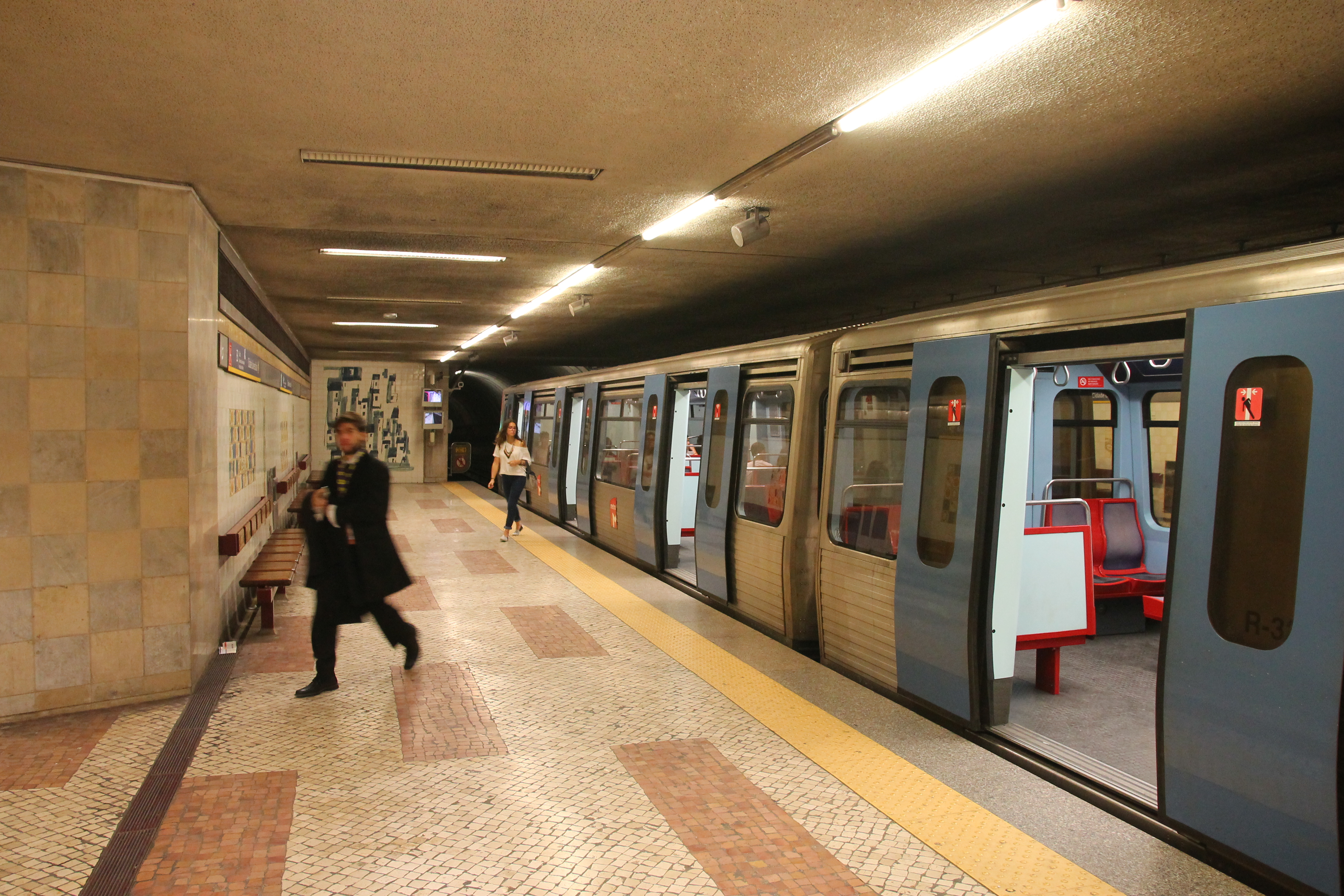
Stanice Cidade Universitária
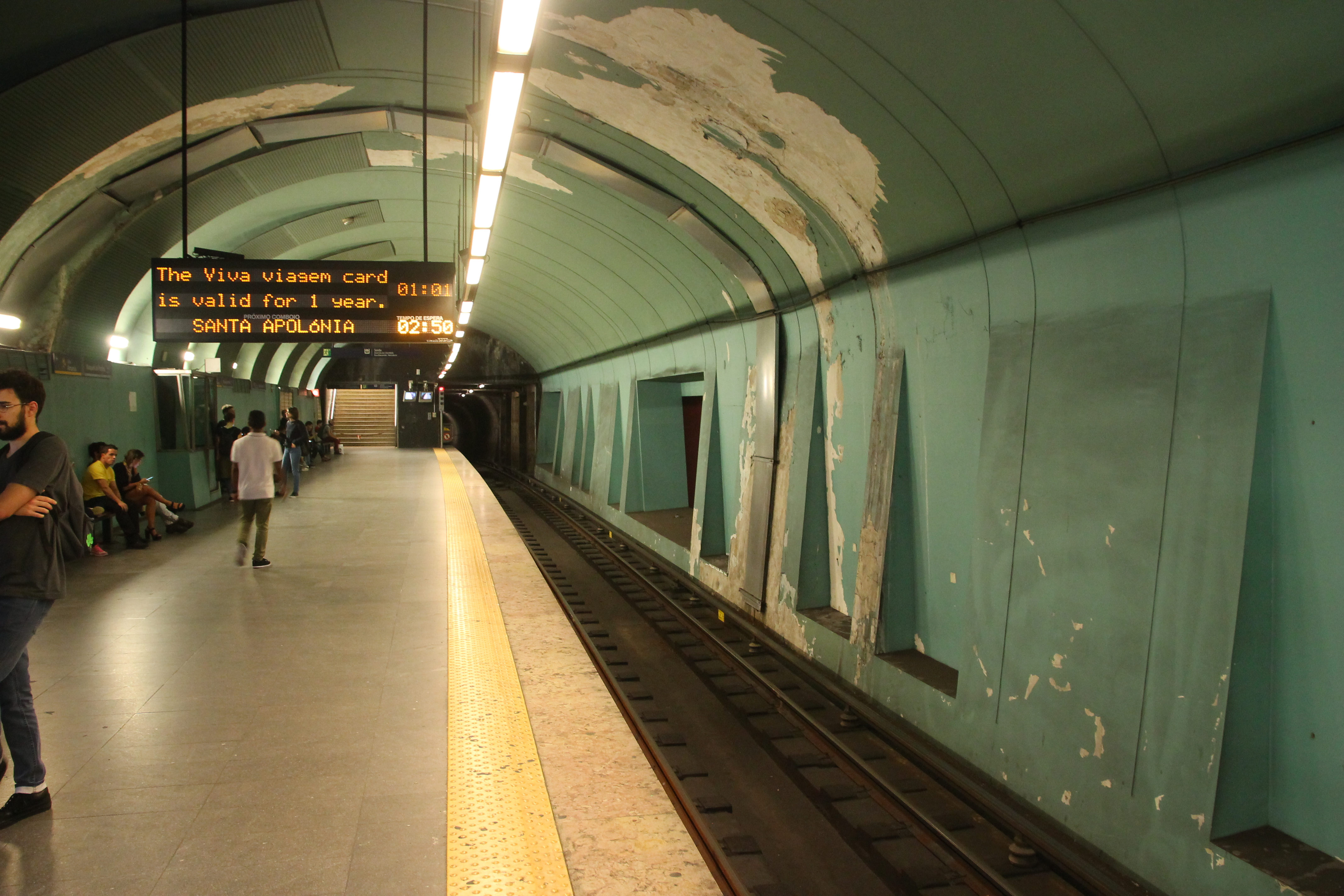
Stanice Marquês de Pombal
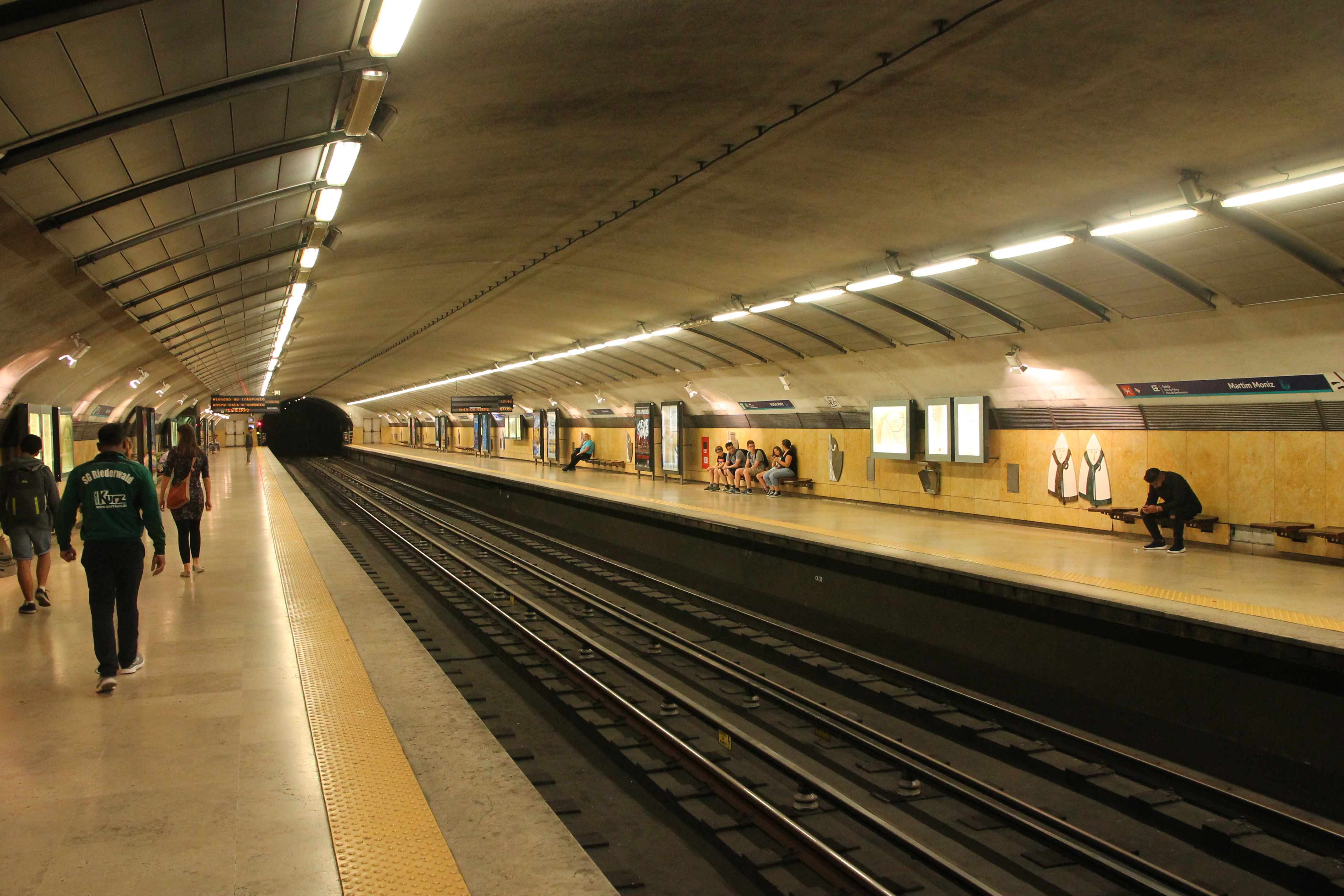
Stanice Martim Moniz
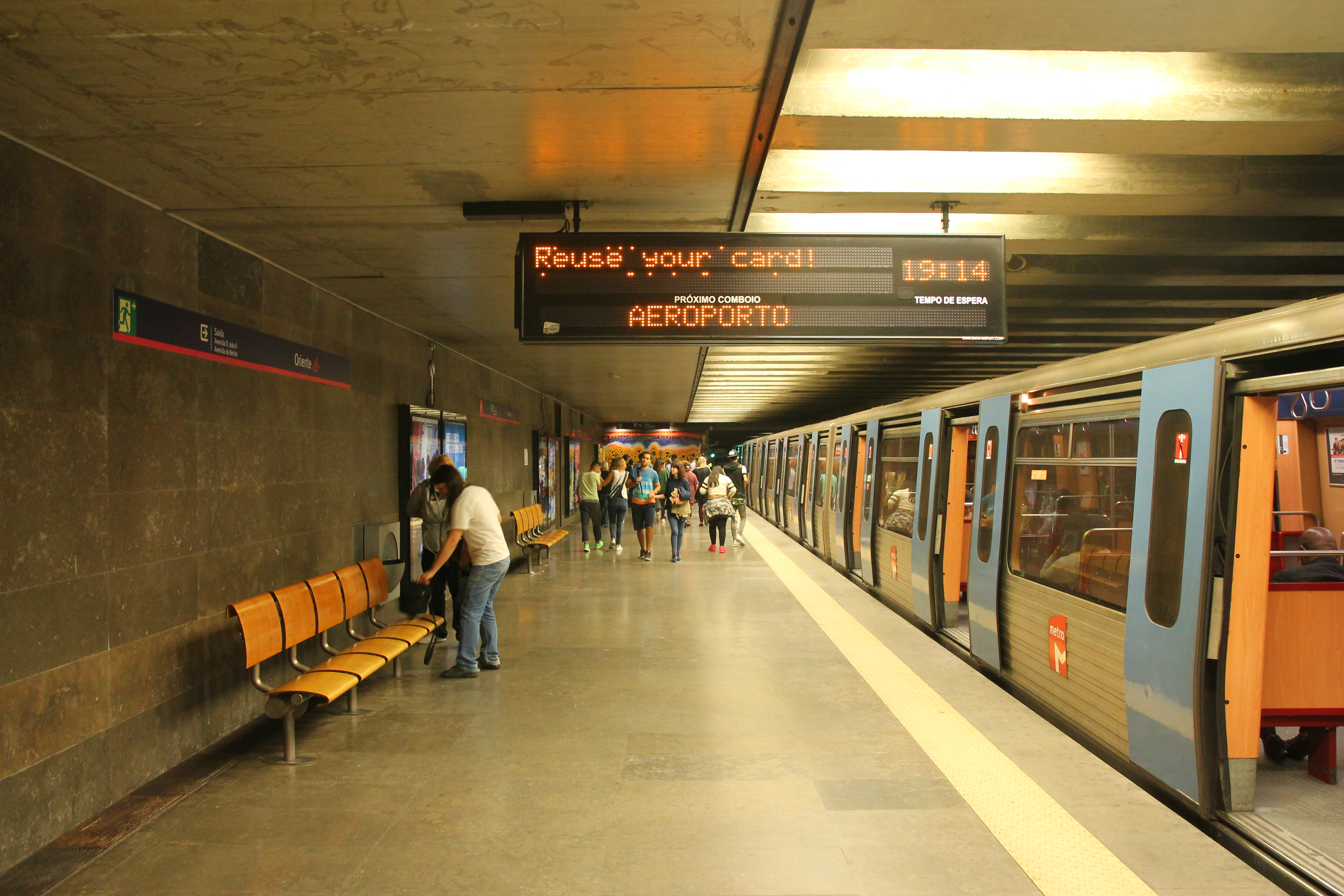
Stanice Oriente
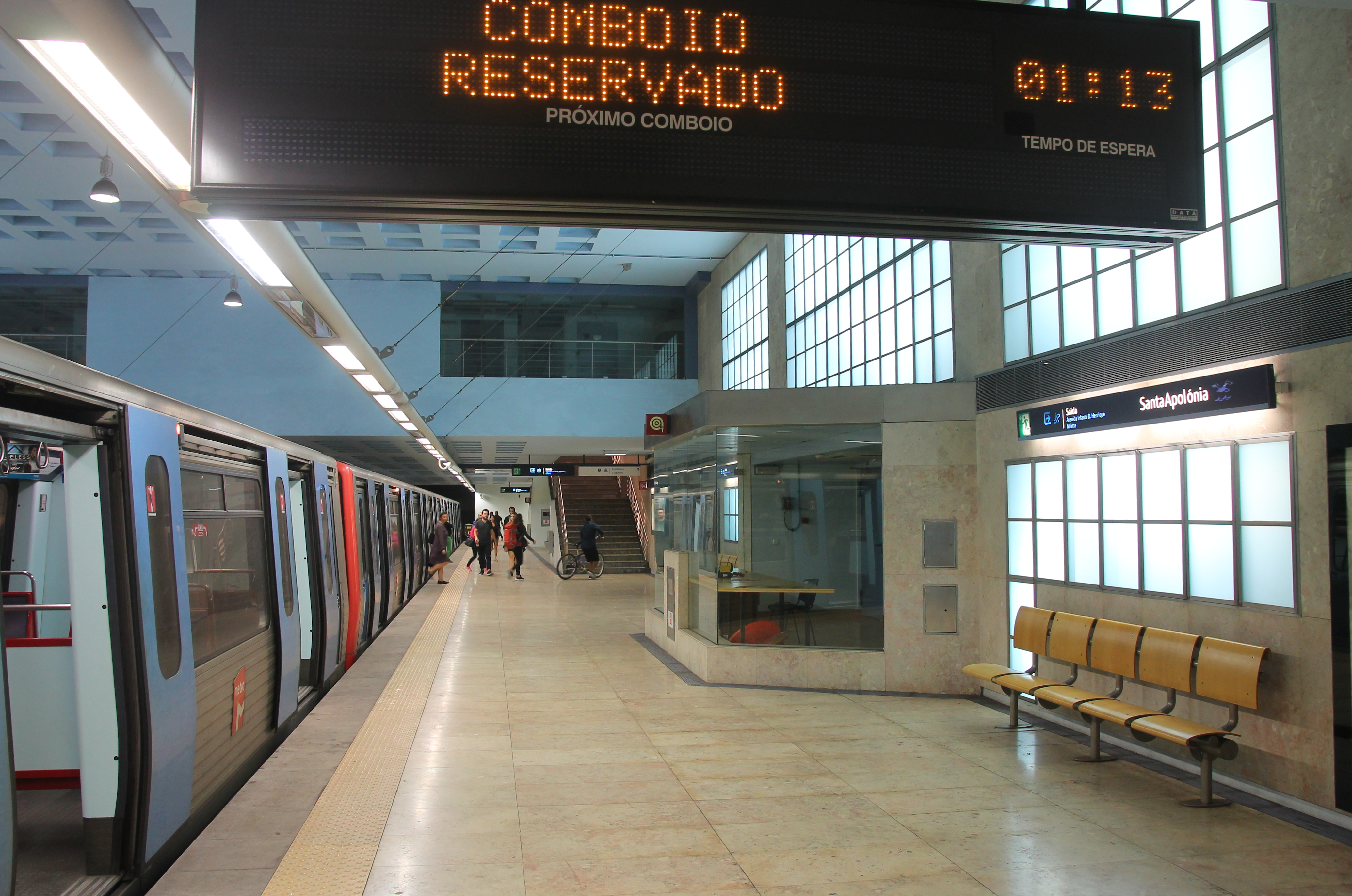
Stanice Santa Apolónia
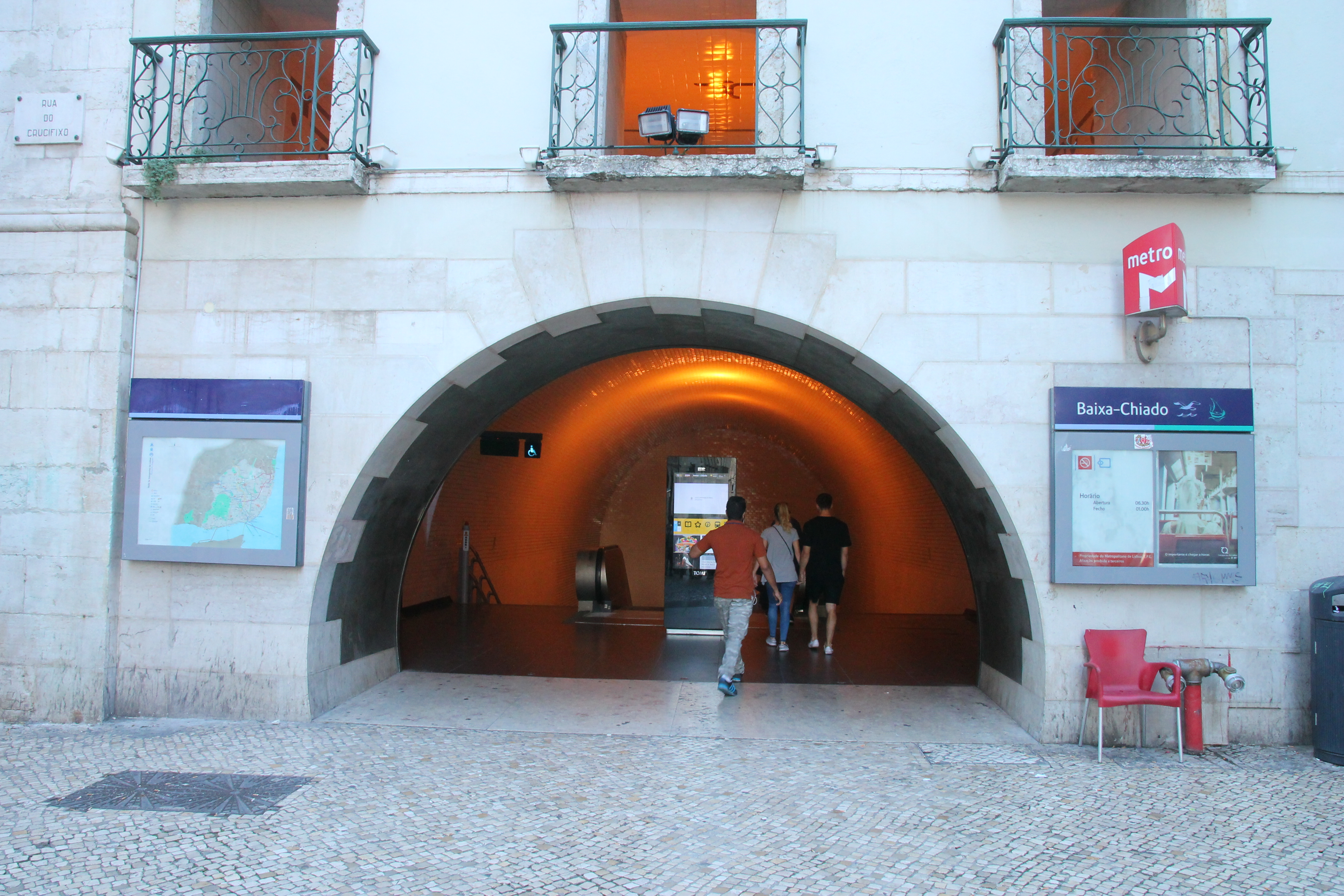
Vstup do stanice Baixa-Chiado
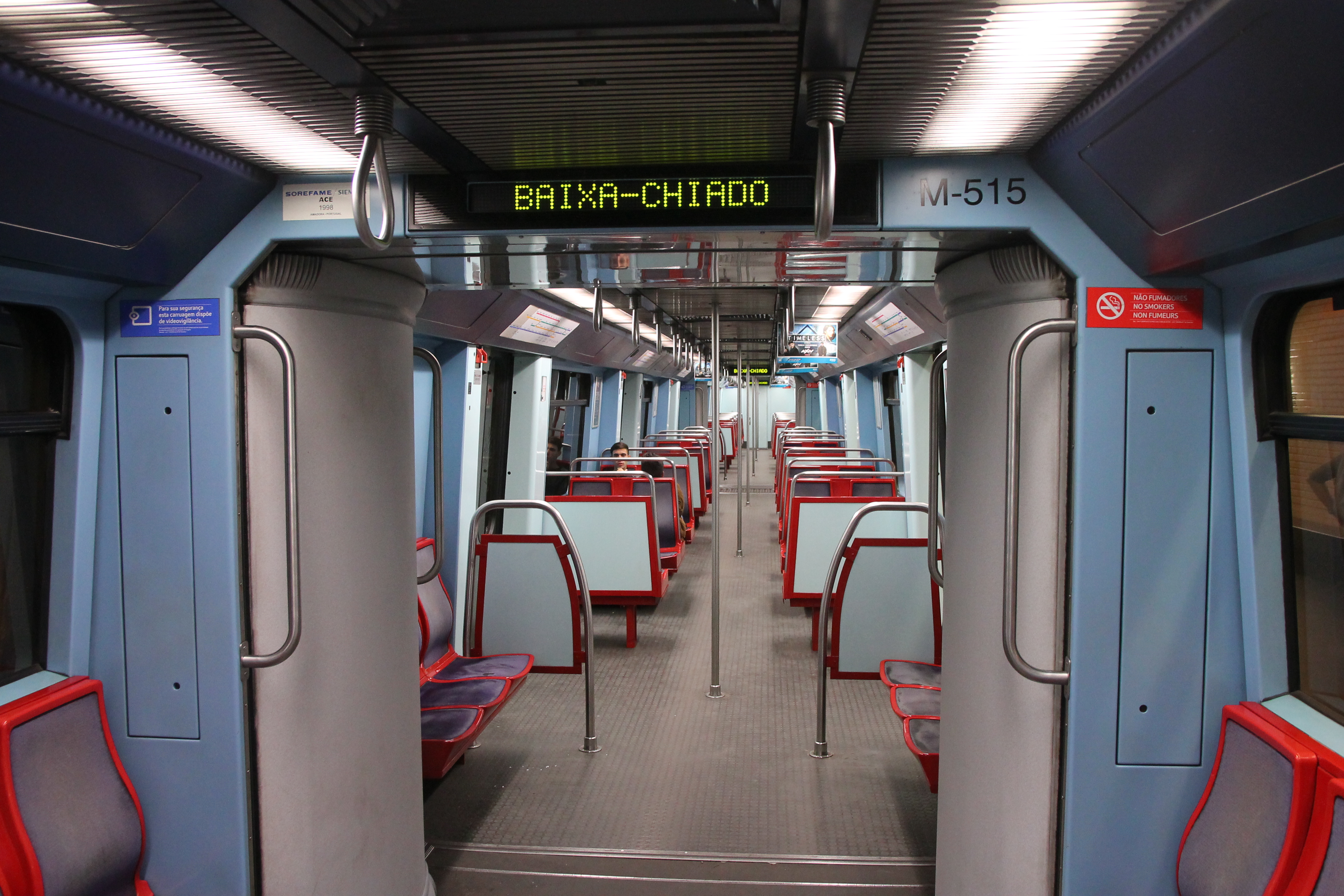
Interiér vozu metra